# بیل استونمن

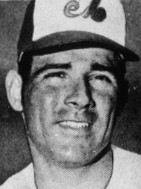
بیل استونمن - ۱۹۷۳

بیل استونمن (انگلیسی: Bill Stoneman؛ ۷ آوریل ۱۹۴۴ – ) یک بازیکن بیس‌بال اهل ایالات متحده آمریکا بود.